# 藤本二三吉
藤本 二三吉（ふじもと ふみきち、明治30年〈1897年〉11月23日 - 昭和51年〈1976年〉10月29日）は、昭和時代に活躍したうぐいす芸者歌手。

## 経歴
明治30年(1897年)11月23日、東京市浅草区千束町（現台東区）一丁目で煙草屋の三女として生まれる。本名、藤本婦美。姉は相三味線の小静ときん、妹は相三味線の秀葉。生粋の江戸っ子として育つ。幼少より唄が好きで、唄の稽古の家の前に立っては唄を覚えて家の者を驚かせたという。両親もこの才能を認め、6歳から常磐津を習わせ、さらに長唄、清元、古曲なども学ばせた。明治42年（1909年）、12歳の時にはん子と名乗り千葉県で半玉(まだ一人前でない芸者)になる。そして大正4年（1915年）二三吉の名で日本橋葭町で芸者となった。常磐津三蔵について常磐津を修めた。大正14年（1924年）、米水戸家二三吉の名でトーキョーレコードから「ストトン節」「復興節」「サイサイ節」ほか数曲の流行小唄を初めて吹き込む。
昭和3年（1928年）4月、ビクターの専属となり、うぐいす芸者歌手の第一号として葭町二三吉の名で歌手デビュー。翌昭和4年7月に出した「浪花小唄」が初ヒット。翌昭和5年（1930年）に長田幹彦原作、マキノ映画「絵日傘」の主題歌「祇園小唄」が大ヒットする。その後も「唐人お吉小唄（明烏篇）」「アラその瞬間よ」「この太陽」「女給の唄」「満州行進曲」等の流行歌のヒットを飛ばした。これらは佐藤千夜子、四家文子、羽衣歌子らのＢ面であることが多い。当時、同じ曲の歌詞違いで、Ａ面には洋風アレンジ、Ｂ面は和風アレンジで吹き込まれることが多かった。Ａ面は複数の歌手が担当しているが、Ｂ面は二三吉が一手に引き受けるような状況であったので、いきおいヒット曲も多くなったというわけである。
また、流行歌と並行して新民謡（地方小唄）も多く吹き込んでいる。昭和初期には中山晋平、藤井清水、野口雨情らによって新民謡（地方小唄）が盛んに作られ、中には全国規模の人気を博し、半ば流行歌のような様相を呈した曲もあった。二三吉の吹き込んだものの中では「三朝小唄」「龍峡小唄」「サッテモ節（十日町小唄）」がそれにあたる。ほかに「熱海節」「野沢温泉小唄」「所沢小唄」「オリャセ節（八王子音頭）」「秩父小唄」等、現在でもその土地々々で親しまれている曲が多い。当時、佐藤千夜子、市丸、小唄勝太郎など新民謡（地方小唄）を唄った歌手は数多いが、二三吉は群を抜いている。それは、流行歌同様にレコード両面に同曲のアレンジ・歌詞違いが吹き込まれることが多かったためで、Ａ面を佐藤千夜子や四家文子が洋楽器伴奏で吹き込んだ場合、そのＢ面を二三吉が和楽器伴奏で吹き込む（逆パターンもあり）というのが恒例であった。Ａ面を二三吉、Ｂ面を地元芸妓連が、また両面通して二三吉が吹き込んだ例も多々ある。
これらの「レコード歌謡」のほか、「かっぽれ」「奴さん」「春雨」等数多くの端唄や、「伊勢音頭」「磯節」等の俚謡も多く吹き込んだ。当時、日舞・民舞踊の地にレコードを使用する例が増えてきたため、これらの売り上げもおしなべてよかった。ところが昭和7年（1932年）頃より勝太郎や市丸が台頭してくると、市勝時代、勝市時代と週刊誌や新聞に盛んに書きたてられ、ビクターはこの2人に肩入れするようになった。二三吉はそれに反感を持ち、佐々紅華の誘いもあって昭和7年の「丸ノ内音頭」を最後にコロムビアレコードに移籍した。移籍後の昭和8年、自身が吹き込んだ「丸ノ内音頭」の替歌「東京音頭」がヒットする。コロムビアではそれに対抗して「東京祭」という曲を企画、その吹込みに起用されたのが二三吉と松平晃であった。二三吉は、「東京音頭」を吹き込んだのが勝太郎であったこともあり非常に対抗意識を持ち、会社主導のキャンペーン活動も熱心に行うも、結果は惨敗であった。しかし、同年吹き込んだ新民謡「大阪音頭」が関西圏で人気を呼ぶ。これは全国ヒットには及ばなかったが、非常に息の長いヒットとなった。同じ曲の使いまわしで「広島音頭」「盛岡音頭」「横須賀音頭」等を次々と発表、その全てを二三吉が吹き込み、両面に亙って吹き込まれたものでは裏面を赤坂小梅等が担った。ほかにも「深川音頭」等、多くの新民謡を吹き込み、それらは地元で長く親しまれているものが多い。しかし、流行歌の分野ではほかにビクターで吹き込んだ「祇園小唄」「唐人お吉小唄」の歌詞違い「新祇園小唄」「新唐人お吉」のほか「祇園流し」「恋愛問答」「野球おどり」等吹込むも、ついぞ全国ヒットには至らなかった。
当時、勝太郎や市丸、赤坂小梅、豆千代等の日本調歌手（芸者歌手）が次々と登場、人気を博していた。40歳代となった二三吉は若い後輩歌手と流行歌のヒット争いをすることから離れ、端唄や舞踊小唄の分野に活路を見出す。端唄は、ビクター時代に吹き込んだものを再吹込みし、人気を呼んだ。殊に「かっぽれ」「奴さん」「深川」「槍さび」「潮来出島」「御所車」「春雨」「梅にも春」「淀の川瀬」等のおなじみの曲のほか、中には「茄子と南瓜」等、長年下火になっていた曲が二三吉のレコードにより再び人気を呼ぶようになった例も見られた。間が正しいので日舞の地に重宝され、「二三吉端唄全集」なるアルバム（ＳＰレコード数枚綴り）も３シリーズ発売された。二三吉のあいさつ文にも「年齢を重ねて芸に渋みが出てきたように思う」旨の言葉があり、まさに面目躍如の感があった。また、舞踊小唄は旧来の端唄・小唄や俚謡のほか、長唄や常磐津といった多ジャンルに亙る邦楽の旋律をうまくいかして作られた舞踊伴奏用の曲で、「伊達奴」「浮かれ狸」「河童」「霊峰富士」「浦島」「浮かれ狸」等が代表曲としてあげられる。これらはレコード歌謡ではあるも、全くもって純邦楽の体をなしているため流行歌と比肩することはできないが、この分野のものとしてはヒットしたものである。赤坂小梅や豆千代、三島儷子などとともに唄ったものもあるほか、ビクターでも同じような分野の曲を勝太郎・市丸が吹き込んだが、やはりこの分野は二三吉の独壇場であった。
戦後はレコードの吹き込みは少なくなったが、小唄、端唄、俗曲と江戸芸を守って活躍。ＮＨＫラジオの邦楽番組に出演していたほか、戦前に吹き込んだ端唄のレコードが戦後になってもよく売れた。昭和21年（1947年）に再発された「梅にも春／春雨」「青柳／夕暮れ」「奴さん／かっぽれ」の3枚のレコードは、再発されてから昭和35年（1960年）までに30万枚を越す売上を記録し、小唄・端唄ブームに乗って売り上げを伸ばした。また「六段くずし」も戦後から昭和35年までに9万枚を売り上げた。昭和43年（1968年）11月、古典芸能伝承の功により紫綬褒章を受章。同時に芸道生活60周年を記念した「藤本二三吉全集」50枚組レコードを発売。昭和50年（1975年）4月にも勲四等瑞宝章を受章した。その際、「ガラではない」といって面映ゆ気であったという。弟子を取らないことでも有名で、作曲家町田嘉章が「家元を名乗ったら」と薦めたときでも「ガラではありません」と断っている。また相三味線であった藤本琇丈が自身の弟子に二三吉から名取を出してほしいと相談したが、「あんたが丹精した弟子じゃないか。あんたの名前で出しておやりよ」と断ったという。
声量が豊かで、昔はステージでマイクを使わないのは、藤原義江と三浦環と藤本二三吉だといわれたくらいである。江戸前の歯切れ良い発音、芸者時代に常磐津で培った芸の素養は晩年まで衰えず、端唄の大家として現在でも最高の模範とされる歌唱であった。昭和50年(1975年)10月より、26年ぶりに端唄・俗曲の十八番芸をステレオで録音し、その衰えぬ至芸で健在を示した。住居は長年日本橋浜町に住んでいたが、晩年は渋谷へ引越し、最期は娘の嫁ぎ先である兵庫県西宮市の病院で迎えた。昭和51年（1976年）10月29日、脳出血により死去。享年79。
娘には吉田正門下として活躍した藤本二三代がいる。二三代は実の娘ではなく、二三吉の夫の連れ子であったが、実の母子以上に仲が良いと週刊誌などに書かれるほどであった。二三代が歌手になりたいと打ち明けたとき、二三吉は芸能界の厳しさを知り尽くしている身としていったんは反対したが、二三代の熱意に折れ、積極的にサポートした。二三吉は、二三代がただの親の七光りと思われないようにレッスンに通わせるほか、自らもアドバイスを行った。その結果二三代は無事デビューすることができ、「花の大理石通り」などがヒット。また、孫の藤本じゅりは平成11年（1999年）に「水鏡」でデビューしている。芸能界では稀有な親子三代の歌手である。

## 代表曲
- 新民謡『龍峡小唄』（昭和4年2月）
- 新民謡『三朝小唄』（昭和4年4月）
- 新民謡『浪花小唄』（昭和4年7月）
- 新民謡『サッテモ節（十日町小唄）』（昭和4年8月）
- 流行歌『モダン節』（昭和4年11月）
- 流行歌『祇園小唄』（昭和5年1月）
- 流行歌『唐人お吉の唄（明烏篇）』（昭和5年2月）
- 流行歌『アラその瞬間よ』（昭和5年3月）
- 新民謡『所沢小唄』（昭和5年5月）
- 流行歌『この太陽』（昭和5年6月）
- 新民謡『草津小唄』（昭和5年9月）
- 流行歌『女給の唄』（昭和6年1月）
- 新民謡『鹿児島小唄』（昭和6年5月）
- 流行歌『侍ニッポン』（昭和6年3月）
- 新民謡『日光小唄』（昭和6年10月）
- 新民謡『久留米小唄』（昭和6年11月）
- 流行歌『トコ張さん』（昭和6年12月）
- 流行歌『満州行進曲』（昭和7年1月）
- 新民謡『丸ノ内音頭』（昭和7年8月）
- 新民謡『大阪音頭』（昭和8年12月）
- 流行歌『祇園流し』（昭和9年5月）
- 流行歌『新祇園小唄』（昭和9年5月）
- 新民謡『深川音頭』（昭和9年７月）　※共唱：筑波一郎
- 流行歌『大阪かっぽれ』（昭和9年12月）
- 流行歌『恋愛問答』（昭和11年2月）
- 舞踊小唄『伊達奴』（昭和11年9月）
- 舞踊小唄『うかれ狸』（昭和11年10月）
- 舞踊小唄『聚楽舞』（昭和12年8月）　※共唱：分山田和香
- 舞踊小唄『両国夜景』（昭和12年9月）
- 舞踊小唄『お伝情史』（昭和12年9月）
- 舞踊小唄『初出姿』（昭和12年9月）
- 舞踊小唄『東京三番叟』（昭和13年8月）　※共唱：赤坂小梅
- 舞踊小唄『浦島』（昭和13年8月）
- 舞踊小唄『霊峰富士』（昭和13年8月）
- 舞踊小唄『正行』（昭和13年8月）
- 舞踊小唄『扇かざして』（昭和14年9月）　※共唱：三島儷子
- 舞踊小唄『河童』（昭和15年11月）

※このほか「奴さん」「かっぽれ」「梅にも春」「米山甚句」、「神奈川音頭」などといった数多くの端唄、小唄、俗曲、民謡、音頭